# روبرت دوغلاس
روبرت دوغلاس (بالإنجليزية: Robert Douglas)‏ (24 أبريل 1972 المملكة المتحدة - ) هو لاعب كرة قدم بريطاني يلعب كحارس مرمى.

## روابط خارجية
- روبرت دوغلاس على موقع قاعدة بيانات كرة القدم.إي يو (الإنجليزية)
- روبرت دوغلاس على موقع ناشيونال فوتبول تيمز (الإنجليزية)
- روبرت دوغلاس على موقع Soccerbase.com (لاعب) (الإنجليزية)